# 松田好花
松田 好花（まつだ このか、1999年〈平成11年〉4月27日 - ）は、日本のアイドルであり、女性アイドルグループ日向坂46のメンバーである。京都府出身。Seed & Flower所属。

## 略歴
1999年（平成11年）4月27日に生まれる。3歳の頃にバレエを始めた。中学時代には和太鼓部、高校時代には軽音楽部に所属していた。
2017年（平成29年）8月13日、『けやき坂46 追加メンバー募集オーディション』に合格し、翌々日の15日に同オーディション合格者として披露された。
2018年（平成30年）10月4日から8日まで公演された舞台『七色いんこ』にヒロインとして出演している。自身にとって、けやき坂46のグループ全員で出演した『あゆみ』以来2度目の舞台で、グループ内で初めてのソロでの舞台出演であった。
2019年（平成31年）2月11日、自身の所属グループであるけやき坂46が日向坂46に改称された。
2020年（令和2年）6月27日、富田鈴花とユニット「花ちゃんズ」によるギター弾き語りライブ&インタビューのスタジオ番組『MTV ACOUSTIC FLOWERS -Until Full Bloom “Bell & Like”-』（MTVジャパン）が放送された。新型コロナウイルス感染症によるイベント自粛要請による延期を経て、無観客での開催となった。同年9月21日、眼科系の病気の治療に専念するため入院および休養することが発表された。同年10月2日に自身が退院したことを発表すると、同年12月24日に行われたライブイベント『ひなくり#ひなくり2020 〜おばけホテルと22人のサンタクロース〜』にサプライズで登場し、同イベントから活動を再開している。
2021年（令和3年）10月2日から、自身初となる単独冠ラジオ番組の『ひなこい presents 日向坂46松田好花の日向坂高校放送部』（ニッポン放送、以下『日向坂高校放送部』）の放送が開始された。
2023年（令和5年）3月21日、自身のInstagramアカウントを開設する。同年7月26日に発売された日向坂46の10thシングル『Am I ready?』では、初めて表題曲のフロントメンバーに抜擢されている。同年10月29日、自身がパーソナリティを務める『日向坂46・松田好花のオールナイトニッポン0(ZERO)』（ニッポン放送）の放送が開始された。同日の放送では、日向坂46の2ndアルバム『脈打つ感情』に収録される楽曲「自販機と主体性」の音源が初公開されると同時に、松田が同曲のセンターポジションを担当することが発表された。松田が楽曲のセンターポジションを務めるのは、けやき坂46時代を含めてこれが初めてのことである。
2024年（令和6年）4月4日からは、『日向坂46・松田好花のオールナイトニッポン0(ZERO)』に代わって、『日向坂46・松田好花のオールナイトニッポンX』の放送が開始された。同年5月28日には、1st写真集『振り向いて』（講談社）を発売した。

## 人物
愛称は、このか、このちゃん。
好奇心が旺盛で多才であると評されている。姉が習っていたクラシックバレエの教室の見学で興味を持ち、3歳の頃からグループに加入するまでは生活の一部にもなっていた。タップダンスは友人の発表会を見に行ったのがきっかけで中学生の頃に始めた。中学生時には和太鼓部にも所属していた。「ギターが弾けたらかっこいいな」とシンプルな動機に突き動かされ、高校時代は軽音楽部に所属し、バンドでギターを担当した。
日向坂46の冠番組『日向坂で会いましょう』（テレビ東京）では、話題に切り込むメンバーが多い中、松田は駆け引きがとても上手く、ひな壇での大きなリアクションや、誰よりも番組収録を楽しんでいる様子が目を引くと評するメディアもある。
2021年9月1日放送の『あちこちオードリー』（テレビ東京）に、佐々木久美、潮紗理菜、上村ひなのと共に出演した際、療養から復帰し活動を再開してから初めて『日向坂で会いましょう』のMCを務めるオードリーの楽屋を訪問した際に感極まり涙したことを思い出し、放送が開始してから5分で号泣してしまった。また、『ラヴィット!』（TBSテレビ）出演時のリアクションやバラエティ番組での振る舞いなどのアドバイスを若林正恭に求めた際も、答えに感極まるなど、番組内で計3回号泣した。若林からのアドバイスを受け、同年9月13日放送の『ラヴィット!』出演時には、クイズに即答で正解し、ご褒美スイーツの試食で素直な食レポをしているように見えたが、「うまつだ！」を発言し忘れて気が動転し、涙を流した。その後、同年10月25日放送の同番組に再出演した際にも、開始早々で丸山桂里奈と共に号泣した。松田はこのような涙脆いエピソードが続出したことについて、これは家系の繋がりではないかと同年10月30日放送の『日向坂放送高校部』内で述べている。

### 交友関係
どきどきキャンプの佐藤満春を師と仰いでいる。

### 嗜好
後述するキャッチコピーに用いるほど納豆が好きで、常に持ち歩いており、おやつ代わりにしている。
ラジオ番組が大好きで「放送作家的な視点をもつクレバーなメンバー」と評されている。
グループの冠番組『日向坂で会いましょう』（テレビ東京）のMCであるオードリーのファンであり、ラジオ番組『オードリーのオールナイトニッポン』（ニッポン放送）を聴くリスナー・リトルトゥースでもある。また、自らが出演していないにもかかわらず、オードリーの冠番組『あちこちオードリー』のグッズの宣伝を行なったこともある。『あちこちオードリー』のプロデューサーである佐久間宣行は、自身の冠番組『佐久間宣行のオールナイトニッポン0(ZERO)』で、松田について「信じられないくらいオードリーファンの子」と述べた。
自宅でモンステラを育て「ヤホステラ」と名付けている。また、サンセベリア・パテンスも育てており、こちらは「サンパヒトデ」と名付けている。

### 特技
特技として、ギター、和太鼓、タップダンス、クラッシックバレエ、インド舞踊を挙げている。
目の病気療養中、難読漢字を含む漢字を猛勉強し退院後、漢字検定に挑み2級を取得した。

### けやき坂46・日向坂46
キャッチコピーは「納豆大好き！松田好花です」。
ペンライトカラーは、    パールグリーン ×     サクラピンク。
加入前から坂道シリーズのファンであり、友人からの助言もあって『けやき坂46 追加メンバー募集オーディション』に応募する。「いつも元気を貰う側だけど、私がそれを与える側になれたら楽しいやろな」と、中高生で部活に入った時のような好奇心が徐々に湧き上がった。最初は自分がどこまでいけるのだろうと興味本意だったが、オーディションの審査が進むにつれ、このような漠然とした思いが合格したい決意へ変わっていったという。
2023年10月13日放送分の『クイズ!あなたは小学5年生より賢いの?』（日本テレビ）に、リベンジ参戦した際に全問正解を達成し、その時に獲得した賞金300万円を利用して、メンバーに感謝の気持ちを伝えるために、ライブ会場にケータリングを手配した。

#### 楽曲・ユニット
けやき坂46及び日向坂46の楽曲のうち、「自販機と主体性」でセンターポジションを担当している。
日向坂46内で、「まさか、偶然...」を歌唱する富田鈴花とのユニット「花ちゃんズ」、「ナゼー」を歌唱する東村芽依、河田陽菜とのユニット「FACTORY」、「10秒天使」を歌唱する佐々木美玲、東村芽依、河田陽菜とのユニット「パン工場」に所属している。そのほか、楽曲を持たないユニットとしては、同期の渡邉美穂とのコンビ「わくわくピーナッツ」、いずれも同期の富田鈴花、渡邉美穂とのトリオ「ごりごりドーナッツ」、同期の宮田愛萌とのコンビ「Beans（ビーンズ）」、1期生の影山優佳とのコンビ「このかげ」、3期生の山口陽世とのコンビ「このっぱる」がある。

## 作品

### シングル
けやき坂46
- NO WAR in the future（2017年10月25日、SRCL-9583/4）- EAN 4547366331646。
- 半分の記憶（2018年3月7日、SRCL-9744）- EAN 4547366350302。
- ハッピーオーラ（2018年8月15日、SRCL-9924/5）- EAN 4547366371086。
- 君に話しておきたいこと（2019年2月27日、SRCL-9985/6）- EAN 4547366383324。
- 抱きしめてやる（2019年2月27日、SRCL-9985/6）- EAN 4547366383324。

日向坂46
- キュン（2019年3月27日、SRCL-11121/7）- EAN 4547366399219。
- JOYFUL LOVE（2019年3月27日、SRCL-11121/7）- EAN 4547366399219。
- ときめき草（2019年3月27日、SRCL-11125/6）- EAN 4547366399233。
- 沈黙が愛なら（2019年3月27日、SRCL-11127）- EAN 4547366399240。
- ドレミソラシド（2019年7月17日、SRCL-11220/6）- EAN 4547366412871。
- キツネ（2019年7月17日、SRCL-11220/6）- EAN 4547366412871。
- Dash&Rush（2019年7月17日、SRCL-11126）- EAN 4547366412901。
- こんなに好きになっちゃっていいの?（2019年10月2日、SRCL-11310/6）- EAN 4547366422436。
- ホントの時間（2019年10月2日、SRCL-11310/6）- EAN 4547366422436。
- まさか 偶然…（2019年10月2日、SRCL-11310/1）- EAN 4547366422436。
- 川は流れる（2019年10月2日、SRCL-11316）- EAN 4547366422467。
- ソンナコトナイヨ（2020年2月19日、SRCL-11450/6）- EAN 4547366442526。
- 青春の馬（2020年2月19日、SRCL-11450/6）- EAN 4547366442526。
- ナゼー（2020年2月19日、SRCL-11454/5）- EAN 4547366442540。
- 君のため何ができるだろう（2020年2月19日、SRCL-11456）- EAN 4547366442557。
- 君しか勝たん（2021年5月26日、SRCL-11794/802）- EAN 4547366504392。
- 声の足跡（2021年5月26日、SRCL-11794/802）- EAN 4547366504392。
- 世界にはThank you!が溢れている（2021年5月26日、SRCL-11800/1）- EAN 4547366504422。
- 膨大な夢に押し潰されて（2021年5月26日、SRCL-11802）- EAN 4547366504439。
- ってか（2021年10月27日、SRCL-11941/9）- EAN 4547366527520。
- 何度でも何度でも（2021年10月27日、SRCL-11941/9）- EAN 4547366527520。
- 思いがけないダブルレインボー（2021年10月27日、SRCL-11941/2）- EAN 4547366527520。
- アディショナルタイム（2021年10月27日、SRCL-11949）- EAN 4547366527568。
- 僕なんか（2022年6月1日、SRCL-12140/8）- EAN 4547366557145。
- 飛行機雲ができる理由（2022年6月1日、SRCL-12140/8）- EAN 4547366557145。
- 恋した魚は空を飛ぶ（2022年6月1日、SRCL-12146/7）- EAN 4547366557183。
- 知らないうちに愛されていた（2022年6月1日、SRCL-12148）- EAN 4547366557176。
- 月と星が踊るMidnight（2022年10月26日、SRCL-12320/8）- EAN 4547366583045。
- HEY!OHISAMA!（2022年10月26日、SRCL-12320/8）- EAN 4547366583045。
- 10秒天使（2022年10月26日、SRCL-12322/3）- EAN 4547366583052。
- 一生一度の夏（2022年10月26日、SRCL-12328）- EAN 4547366583076。
- One choice（2023年4月19日、SRCL-12490/8）- EAN 4547366612684。
- 恋は逃げ足が早い（2023年4月19日、SRCL-12490/8）- EAN 4547366612684。
- You’re in my way（2023年4月19日、SRCL-12492/3）- EAN 4547366612691。
- 友よ 一番星だ（2023年4月19日、SRCL-12498）- EAN 4547366612714。
- Am I ready?（2023年7月26日、SRCL-12610/8）- EAN 4547366625868。
- 接触と感情（2023年7月26日、SRCL-12610/1）- EAN 4547366625868。
- 君は逆立ちできるか?（2023年7月26日、SRCL-12614/5）- EAN 4547366625882。
- ガラス窓が汚れてる（2023年7月26日、SRCL-12618）- EAN 4547366625899。
- 君はハニーデュー（2024年5月8日、12860/8）- EAN 4547366670318。
- 僕に続け（2024年5月8日、SRCL-12868）- EAN 4547366670301。
- 絶対的第六感（2024年9月18日、SRCL-13000/8）- EAN 4547366698114。
- 永遠のソフィア（2024年9月18日、SRCL-13000/1）- EAN 4547366698114。
- 卒業写真だけが知ってる（2025年1月29日、SRCL-13120/8）- EAN 4547366719680。
- 孤独たちよ（2025年1月29日、SRCL-13120/1）- EAN 4547366719680。
- 43年待ちのコロッケ（2025年1月29日、SRCL-13124/5）- EAN 4547366719710。
- Love yourself!（2025年5月21日、SRCL-13270/8）- EAN 4547366743081。
- You are forever（2025年5月21日、SRCL-13270/1）- EAN 4547366743081。
- 海風とわがまま（2025年5月21日、SRCL-13278）- EAN 4547366743128。

### アルバム
けやき坂46
- 走り出す瞬間（2018年6月20日、SRCL-9825/9）- EAN 4547366358575。

日向坂46
- ひなたざか（2020年9月23日、SRCL-11580/4）- EAN 4547366470109。
- 脈打つ感情（2023年11月8日、SRCL‐12720/6）‐ EAN 4547366647020。

### 未音源楽曲
- まりりん&るびー「レントゲン眼鏡」[注 4][61][62]。

### 映像作品
- けやき坂46 2期生特典映像（2018年3月7日）- EAN 4547366350296。
- ひらがな武道館 〜Day3 Special Selection〜（2018年6月20日）- EAN 4547366358575。
- ひらがな全国ツアー2017 Live&Documentary（2018年6月20日）- EAN 4547366358582。
- 石森虹花×松田好花 自撮りTV（2018年8月15日）- EAN 4547366371079。
- KEYABINGO!4 ひらがなけやきって何?（2018年11月9日）- EAN 4988021716512、EAN 4988021147545。
- けやき坂46ストーリー 〜ひなたのほうへ〜（2019年3月27日）- EAN 4547366399219。
- はじめてペットシッターやってみた（2019年7月17日）- EAN 4547366412871。
- ひなたの休日（2019年10月2日）- EAN 4547366422443。
- HINABINGO!（2019年11月22日）- EAN 4988021717656、EAN 4988021148740。
- 日向坂46 大富豪No.1決定戦（2020年2月19日）- EAN 4547366442526、EAN 4547366442533、EAN 4547366442540。
- HINABINGO!2（2020年4月3日）- EAN 4988021718011、EAN 4988021140089。
- DASADA（2020年5月22日）- EAN 4988021718073、EAN 4988021140157。
- 日向坂46デビューカウントダウンライブ!! in 横浜アリーナ 〜けやき坂46 LAST LIVE〜（2020年9月23日）- EAN 4547366470109。
- 日向坂46デビューカウントダウンライブ!! in 横浜アリーナ 〜日向坂46 FIRST LIVE〜（2020年9月23日）- EAN 4547366470116。
- 3年目のデビュー（2021年1月20日）- EAN 4517331070719、EAN 4517331070726。
- 〜ひらがな推し〜「としちゃんと愉快な仲間たち編」（2021年3月31日）- EAN 4547366499780。
- 〜ひらがな推し〜「京子さん、何してんですか編」（2021年3月31日）- EAN 4547366499803。
- 〜ひらがな推し〜「日向のバラエティ女王誕生編」（2021年3月31日）- EAN 4547366499810。
- 〜ひらがな推し〜「パンの鉄砲を撃ちますよ編」（2021年3月31日）- EAN 4547366499797。
- 〜ひらがな推し〜「あだ名がおたけになりました編」（2021年3月31日）- EAN 4547366499773。
- 真夜中の松田さん（2021年5月26日）- EAN 4547366504408。
- 声春っ!（2021年9月15日）- EAN 4988021718714、EAN 4988021140959。
- ひなたの夏休み（2021年10月27日）- EAN 4547366527544。
- 〜ひらがな推し〜初ガツオを推すしかない編（2022年1月1日）- EAN 4547366540796。
- 〜ひらがな推し〜好きな人いるの?ニブだよ編（2022年1月1日）- EAN 4547366540772。
- 〜ひらがな推し〜ヘビーリトルトゥース誕生編（2022年1月1日）- EAN 4547366540765。
- 〜ひらがな推し〜埼玉と春日が生んだ怒涛の起爆剤編（2022年1月1日）- EAN 4547366540789。
- 〜ひらがな推し〜いつでもどこでも変化球編（2022年1月1日）- EAN 4547366540758。
- ひなたのバス旅（2022年6月1日）- EAN 4547366557152、EAN 4547366557183。
- 日向坂46 3周年記念MEMORIAL LIVE 〜3回目のひな誕祭〜 in 東京ドーム（2022年7月20日）- EAN 4547366568318、EAN 4547366568301。
- 渡邉美穂 卒業セレモニー（2022年10月26日）- EAN 4547366583045、EAN 4547366583052。
- 希望と絶望（2022年12月21日）- EAN 4550450021729、EAN 4550450021736。
- 〜日向坂で会いましょう〜加藤史帆のバーベキューで会いましょう（2023年1月1日）- EAN 4547366595888。
- 〜日向坂で会いましょう〜佐々木久美の野球で会いましょう（2023年1月1日）- EAN 4547366595901。
- 〜日向坂で会いましょう〜金村美玖のオードリーに会いましょう（2023年1月1日）- EAN 4547366595895。
- 〜日向坂で会いましょう〜小坂菜緒のヒットキャンペーンで会いましょう（2023年1月1日）- EAN 4547366595918。
- 〜日向坂で会いましょう〜丹生明里の団体戦で会いましょう（2023年1月1日）- EAN 4547366595925。
- Happy Smile Tour 2022（2023年4月19日）- EAN 4547366612684、EAN 4547366612691。
- W-KEYAKI FES. 2022（2023年7月26日）- EAN 4547366625868、EAN 4547366625875。
- 日向坂46 4周年記念MEMORIAL LIVE 〜4回目のひな誕祭〜 in 横浜スタジアム（2023年9月13日）- EAN 4547366634235、EAN 4547366634228。
- 日向坂46「Happy Train Tour 2023」in 大阪城ホール（2023年11月8日）- EAN 4547366647020、EAN 4547366647037。
- ひらがなくりすます2018 & ひなくり2019〜2022 Complete Box（2023年12月24日）- EAN 4547366655889。
- 〜日向坂で会いましょう〜齊藤京子の野球を好きになりましょう（2024年1月31日）- EAN 4547366660821。
- 〜日向坂で会いましょう〜佐々木美玲のおひさまたちを釣りましょう（2024年1月31日）- EAN 4547366660791。
- 〜日向坂で会いましょう〜河田陽菜の秋頃に会いましょう（2024年1月31日）- EAN 4547366660784。
- 〜日向坂で会いましょう〜松田好花のリトルトゥースになりましょう（2024年1月31日）- EAN 4547366660807。
- 〜日向坂で会いましょう〜上村ひなのの三期生に出会いましょう（2024年1月31日）- EAN 4547366660814。
- 日向坂46 齊藤京子卒業コンサート&5周年記念MEMORIAL LIVE 〜5回目のひな誕祭〜 in 横浜スタジアム（2024年7月24日）- EAN 4547366690101、EAN 4547366690088。
- BEST MUSIC VIDEO COLLECTION 2015-2024（2024年12月3日）- EAN 4547366713909。
- ひなたフェス2024（2025年5月21日）- EAN 4547366743081、EAN 4547366743098、EAN 4547366743104。
- Behind the scenes of ひなたフェス2024（2025年5月21日）- EAN 4547366743111。
- 日向坂46 6周年記念MEMORIAL LIVE 〜6回目のひな誕祭〜 in 横浜スタジアム（2025年7月23日）- EAN 4547366757309、EAN 4547366757316、EAN 4547366757323。

## 出演

### テレビドラマ
- DASADAシリーズ（日本テレビ）- おちょこ 役[63]。
  - DASADA（2020年1月16日 - 3月19日）[64]
  - DASADA 〜未来へのカウントダウン〜（2020年7月2日 - 9月10日）[65]
- 声春っ!（2021年4月29日 - 7月1日、日本テレビ）- 越野まり 役[61][66]。

### 情報・バラエティ番組
- ラヴィット!（2021年8月2日 - 9月20日、TBSテレビ）- ラヴィット!ファミリー月曜担当[注 5][67]。
- CHOTeN 〜今週、誰を予想する?〜（2021年10月2日 - 2022年9月24日、テレビ東京）- レギュラー[注 6][68]。
- THE TIME,（2022年10月4日 - 2025年3月25日、TBSテレビ）- 曜日レギュラー（TIMEスタンド）火曜担当[69][注 7]。
- 春日ロケーション〜春日プロデューサーの旅番組〜（2023年9月14日 - 、Hulu）[70]
- 放送作家松田好花（2024年8月10日、テレビ東京）[71][72]
  - 放送作家松田好花 リターンズ（2025年8月11日、テレビ東京）[73]

### 教育番組
- いつでもどこでも高校講座2019（2019年3月25日・4月5日、NHK Eテレ）[74]
- 高校講座「社会と情報」（2019年4月18日 - 2020年2月20日、NHK Eテレ）[74][75]

### ラジオ
- ひなこい presents 日向坂46松田好花の日向坂高校放送部（2021年10月2日 - 2023年9月30日、ニッポン放送）[76]。
- 日向坂46・松田好花のオールナイトニッポンシリーズ（ニッポン放送）
  - 日向坂46・松田好花のオールナイトニッポンX（2023年4月20日、2024年4月4日 - 、ニッポン放送）[28][77]。
  - 日向坂46・松田好花のオールナイトニッポン0(ZERO)（2023年10月28日 - 2024年3月31日、ニッポン放送）- 毎月最終土曜日に放送[26]。

### 舞台
- あゆみ（2018年4月20日 - 5月6日、AiiA 2.5 Theater Tokyo）- チームハーモニカ[78]。
- 七色いんこ（2018年10月4日 - 8日、AiiA 2.5 Theater Tokyo）- ヒロイン・千里万里子 役[79][80]。
- ザンビ〜Theater's end〜（2019年2月7日 - 17日、天王洲 銀河劇場）- 未来 役（TEAM "YELLOW"）[81]。

### イベント
- ザンビ THE ROOM 最後の選択（2019年7月31日 - 8月11日、渋谷ヒカリエ ヒカリエホール）[82]
- DAZN サッカーAFCアジア予選（2021年9月2日 - 2022年3月29日）- 応援アンバサダー[83]。

## 書籍

### 写真集
- 1st写真集『振り向いて』（2024年5月28日、講談社）[30][31]